# Jakub Jiroutek
Jakub Jiroutek (* 13. August 1977 in Broumov) ist ein ehemaliger tschechischer Skispringer.
Der für Dukla Liberec startende Jiroutek bestritt sein erstes Weltcup-Springen am 15. Januar 1994 in seiner Heimat Liberec. Durch einen 26. Platz auf der Normalschanze konnte er in diesem Springen bereits erste Weltcup-Punkte sammeln. Auf der Großschanze blieb ihm dies nach Platz 37 verwehrt. Bei der Skiflug-Weltmeisterschaft 1996 am Kulm wurde er 21. Es folgten zwei Jahre ohne größere Erfolge. Jiroutek konnte nur selten in die Punkteränge springen. Am 1. März 1998 beim Skifliegen in Vikersund erreichte er mit Platz 5 das beste Einzelresultat seiner Karriere im Skisprung-Weltcup. Er konnte in den Folgejahren an diese Leistung nicht mehr anknüpfen. Bei der Nordischen Skiweltmeisterschaft 1999 im österreichischen Ramsau am Dachstein erreichte er auf der Normalschanze nur einen für ihn enttäuschenden 51. Platz und auf der Großschanze nur den 50. Platz. Im Springen zur Skiflug-Weltmeisterschaft 2000 in Vikersund kam er am Ende auf den 33. Platz. Da er seine Leistung nicht mehr stabilisieren konnte und in keinem der folgenden Weltcups mehr in die Punkteränge springen konnte, wurde er ab November 2001 in den Kader für den Continental Cup (COC) versetzt. Hier konnte er von Anfang an in den Punkterängen mitspringen, weshalb er auch bis zum Ende seiner Karriere in dieser Serie verblieb. 2002 wurde er noch einmal für 4 Weltcup-Springen, darunter ein Teamspringen, nominiert. Überraschend sprang er dabei am 26. Januar 2002 im japanischen Sapporo auf den 27. Platz und konnte so 4 Weltcup-Punkte gewinnen. Bei der Skiflug-Weltmeisterschaft 2002 in Harrachov kam Jiroutek ebenfalls auf den 27. Platz. Nachdem die folgende Saison eher schlecht für ihn verlaufen war, beendete Jiroutek nach dem Sommer-Continental-Cup am 3. August 2003 seine aktive Skispringerkarriere. Heute engagiert er sich in seiner Heimat Liberec für den Springernachwuchs.

## Erfolge

### Schanzenrekorde
| Ort                           | Land        | Weite                  | aufgestellt am | Rekord bis                    |
| ----------------------------- | ----------- | ---------------------- | -------------- | ----------------------------- |
| Harrachov                     | Tschechien  | 201,0 m (HS: 205 m)    | 9. März 1996   | 9. März 1996                  |
| Frankenwaldschanze Bad Steben | Deutschland | 62,5 m (K-Punkt: 54 m) | 2002           | aktuell (Schanzenabriss 2015) |